# Orthodera rubrocoxata
Orthodera rubrocoxata är en bönsyrseart som beskrevs av Jean Guillaume Audinet Serville 1839. Orthodera rubrocoxata ingår i släktet Orthodera och familjen Mantidae. Inga underarter finns listade i Catalogue of Life.